# ده‌ملا (هندیجان)
موقعیت و جمعیت :
```

منطقه تجاری اداری خودمختار 
دهملا
 در استان 
سمنان
 است که شهرستانهای  
شاهرود
 و
دامغان
  زیر مجموعه های این منطقه میباشد. 
```

و دو روستا با این نام وجود دارد که دهملا هندیجان 
روستای دهملا در استان خوزستان و از توابع شهرستان هندیجان در ۳۰/۳۰ درجه شمالی و ۴۰/۴۹ درجه شرقی قرار دارد.
روستای دهملا به دو بخش دهملا کوچک و دهملا بزرگ تقسیم می‌شود.که دهملاکوچک از نظر حاصلخیزی و سرسبزی بسیار زیباتر می باشد و هم اکنون نیز ساکنان آن اقدام به ساخت ویلاهای توریستی نموده اند. در کنار آن هم رودخانه هندیجان (زهره) قرار دارد راه شوسه آسفالتی هم از کنار روستا می‌گذردو فاصله روستا تا جاده ماهشهر-هندیجان تقریباً ۵ کیلومتر است.
روستای دهملا جمعیتی قریب به 3500نفر را در بردارد 
تاریخ دهملا:www.dehmolla.ir
دهملا روستایی باستانی در شمال شهر هندیجان کنونی است.این روستا توسط رود زهره به دو نیمه شمالی و جنوبی تقسیم می‌شود.وجود تپه مرده، در شمال دهملا، شابولقاسم در شمال شرقی این روستا و تپه صاحب الزمان در شرقی و چسبیده به روستا و تل برجی(تل گپو) در شمال نشان دهنده قدمت عظیم این روستا است و این نشان می‌دهدکه دهملا زمانی شهری بزگ بوده‌است برکنار رودخانه زهره.
در ایام حکومت میران در هندیجان کنونی این امارت بسیار پر اهمیت بوده و در دوران شیخ خزعل مکانی برای ماموران شیخ خزعل (شیخ بنی کعب)((شاخه ای از بندریها))در جنوب شرقی خوزستان به حساب می‌آمده‌است.
تپه باستانی مرده در شمال این روستا است.آنچه که در این تپه مشاهده می‌شود حدود ۷ چاله بوده که ظاهراً قاچاقچیان فرهنگ و تمدن این مملکت آنجا را برای به یغما بردن آثار عتیقه حفر کرده بودندو به دور هر چاله تعدادی سفالینه‌های شکسته ریخته بود.به نظر می‌رسد که این تپه ۱۲۰۰ سال قدمت داشته باشد. طولش حدود ۱۰۰۰ متر و عرضش نیز حدود ۷۰۰ متر و ظاهراً در این مکان برج و بارویی و حصاری بوده که با خشت برپا گشسته‌است. سفالین هایی که در اینجا یافت می‌شود همانند سفالینهایی است که در خرابه‌های شهر مهروبان وجود دارد.
بعد از آن تپه صاحب الزمان است که این تپه بر سر رودخانه‌است.به علت حرکت رودخانه به طرف شمال نیمی از این تپه را آب خود برده‌است. 
به نظر می‌رسد که دهملا همان زط باشد و اقوام گات یا زط که از هندوستان به این دیار آمده‌اند ابتدا در این منطقه سکنی گزیده‌اند. این منطقه در ابتدای روزگار ساسانی رونق داشته.در روزگاران گذشته دهملا توقف گاهی بوده بین بصره و عراق عجم که مسافران بصره که به شیراز و اصفهان می‌رفتند مدتی را در این نقطه به سر می‌بردند.

## تاریخ معاصر دهملا
دهملا در سال ۱۲۴۷ قمری به علت طاعون ویران گشت. بعد از آن به گفته اهالی محل، ایل لر هم به این منطقه آمد.
لرهای هندیجان از منطقه چاروسا در استان کهگیلویه و بویراحمد به این منطقه آمدند.